# Not Afraid, Not Afraid
Pour plus de détails, voir Fiche technique et Distribution.
Not Afraid, Not Afraid est un film britannique réalisé par Annette Carducci et sorti en 2001.

## Synopsis
Une femme abandonnée depuis 28 ans revisite son passé, accompagnée de son fils handicapé.

## Fiche technique
- Réalisation : Annette Carducci
- Scénario : Annette Carducci, Barry Devlin
- Photographie : Seamus Deasy
- Musique : Gabriel Yared
- Montage : Tanja Schmidbauer
- Dae de sortie : 2001

## Distribution
- Jack Davenport : Michael
- Miriam Margolyes
- Paul McGlinchey : Tom
- Ciaran McMahon
- Michael Weir
- Dianne Wiest : Paula
- Elsa Zylberstein